# Marcel Degliame
Marcel Degliame, né le 23 décembre 1912 à La Cassine (Ardennes) et mort le  7 septembre 1989 à Sennevières (Indre-et-Loire), est un ouvrier, un syndicaliste, un résistant français, Compagnon de la Libération, un historien de la Résistance, un administrateur de théâtre, un producteur de film.

## Biographie

### Premières années et syndicalisme
Il est né le 23 décembre 1912, à La Cassine (Ardennes), d'un père bûcheron et d'une mère couturière. Il est le dernier des sept enfants du couple. En août 1914, au déclenchement de la Première Guerre mondiale, il a 18 mois quand son père mobilisé est envoyé au front. Face à l'invasion des troupes allemandes, sa mère, restée seule, décide de fuir avec ses enfants. Elle arrive dans l'Aube où son mari, démobilisé en raison de sa situation de responsable de famille nombreuse, vient la rejoindre. La guerre terminée, la famille s'installe définitivement à Vendeuvre-sur-Barse, près de Troyes.
Marcel Degliame, certificat d'études en poche, entreprend un apprentissage en ébénisterie malgré l'insistance de son père et de l'instituteur du village qui souhaitaient lui faire poursuivre ses études au collège de Bar-sur-Aube. Trois ans plus tard, à 17 ans, son apprentissage terminé, il quitte ses parents pour s'installer à Troyes. Ne trouvant pas de travail comme ébéniste, il se fait embaucher comme ouvrier bonnetier dans une usine de textiles fabriquant des sous-vêtements. À Troyes, après la grande manifestation du 1er mai 1928, il adhère à la CGTU ainsi qu'au Parti communiste français (PCF). Il milite activement dans le mouvement syndical tout en suivant des ateliers de formation que dispense le PCF à ses adhérents.
Au début 1933, il part à Paris rejoindre son frère aîné Jean qui, lui, travaille comme ouvrier carrossier au sein des usines automobiles Renault à Boulogne-Billancourt. Il trouve du travail dans une petite bonneterie artisanale de Boulogne et milite alors au sein de la fédération nationale des ouvriers du textile de la région parisienne. À la fin de l'année 1933, il effectue son service militaire au 1er BCP (bataillon de chasseurs à pied) de Strasbourg. Démobilisé fin 1935, il reprend ses activités syndicales et s'inscrit à l'université ouvrière fondée par Henri Barbusse pour y suivre des cours d'économie politique, de philosophie et d'histoire du monde ouvrier. En janvier 1936, il est engagé et appointé par l'Union des syndicats du textile de la région parisienne en qualité de secrétaire permanent. Ses nouvelles responsabilités le conduisent à participer à de nombreuses activités de luttes qui aboutiront à la victoire du Front Populaire en mai-juin 1936. À cette occasion, il organise de grands rassemblements des ouvriers au sein des usines textiles. Cette même année, Jacques Prévert ayant créé le "Groupe Octobre" désire monter des spectacles dans les usines occupées par les ouvriers en grève. Il s'adresse aux responsables de la CGT afin d'y trouver des acteurs occasionnels. C'est ainsi que Marcel Degliame fera sa connaissance et que naîtra une amitié durable. Il crée une commission d'études qui serviront de bases aux négociations pour la mise en place des conventions collectives nationales par branches professionnelles signées lors des Accords Matignon du 8 juin 1936.

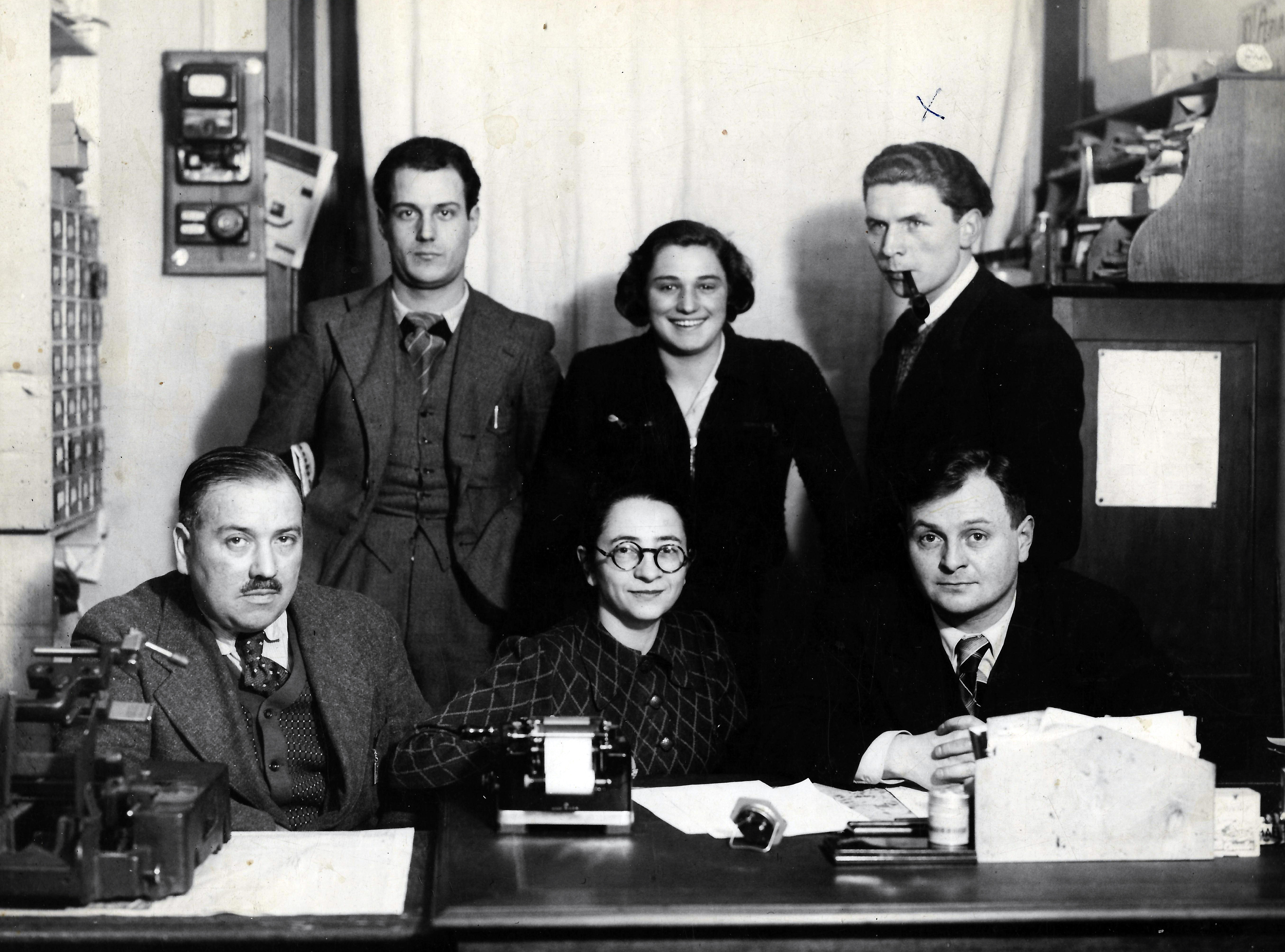
Marcel Degliame au bureau de la CGTU en 1934 (2e rang à droite)

Il fait la connaissance de Berthe Goutverg, issue d'une famille juive et communiste de petits commerçants et artisans parisiens. Elle-même est une militante communiste au sein de l'Union des jeunes filles de France, fondée par Danielle Casanova. Ils se marient le 10 juin 1937 à Paris. De cette union, nait en 1942, une fille, Claude Degliame-Rabeux. Lors de la grève générale du 30 novembre 1938, il est arrêté pour entrave à la liberté du travail. Condamné à deux mois de prison, il purge sa peine à la prison de la Santé. Au début de 1939, le bureau de la CGT le désigne pour organiser et diriger un centre d'accueil à l'intention des enfants des Républicains espagnols réfugiés en France. Installé à La Couarde-en-Ré, ce centre est un organisme créé par le Front populaire et patronné par la CGT qui fait partie des "Vacances populaires enfantines". Il accueille 800 enfants, 200 orphelins, victimes de la Guerre d'Espagne. Marcel Degliame en assume la direction jusqu'à la date de sa mobilisation en septembre 1939.

### Les années de guerre et l'évasion
Au déclenchement de la Seconde Guerre mondiale, il est mobilisé à Saverne (Bas-Rhin). Il est affecté à un bataillon en formation dans l'infanterie. Il est secrétaire du commandant. Alors que son bataillon se trouve en garnison à Montcornet (Aisne), il est frappé d'une attaque de poliomyélite qui entraîne une paralysie de sa jambe gauche. Il est d'abord envoyé à l'hôpital militaire de Rethel (Ardennes) puis dirigé vers l'hôpital de la Cité universitaire à Paris. Après plusieurs mois d'hospitalisation, en plein exode de juin 1940, il est dirigé vers le dépôt d'Epinal pour y passer un conseil de réforme. Au cours du repli, tout son bataillon est fait prisonnier à Fougerolles (Haute-Saône). En août 1940, il est d'abord transféré dans un stalag en Allemagne.
Le 15 septembre 1940, en compagnie d'un de ses camarades, Georges Klar, il fait une première tentative d'évasion. Ils sont repris cinq jours plus tard à la frontière de Bohême-Moravie. Transférés dans les Sudètes, à Teplice, ils réussissent une seconde tentative d'évasion, en mars 1941. Ils traversent la Tchécoslovaquie, les montagnes des Carpates, et parviennent à gagner Budapest. Là, après avoir demandé asile à l'ambassade de l'URSS puis des États-Unis, ils sont accueillis par l'ambassade de France, hostile au régime de Vichy. Ils reprennent leur évasion mais disposent désormais de passeports diplomatiques. Partis de Budapest, ils traversent la Roumanie, la Turquie et arrivent en Syrie et poursuivent leur route, depuis Alep, jusqu'à Beyrouth. Là, ils refusent d'être incorporés dans les troupes de l'armée fidèle au régime de Vichy, commandées par le général Dentz. Grâce à la complicité d'amis gaullistes arrivés de Budapest, ils se font hospitaliser pour ne pas avoir à se battre contre les Alliés.
Le 10 juillet 1941, Beyrouth est prise par la 1re division française libre et les troupes britanniques. L'épopée de l'évasion de Marcel Degliame et Georges Klar fera l'objet d'une série d'émissions sur France Culture en 1967, animée par François Billetdoux, "Le Retour d'Ulysse". Lors des installations des autorités militaires gaullistes à Beyrouth, Marcel Degliame rencontre Jacques Lassaigne, responsable de l'information et de la propagande pour la France libre au Moyen-Orient. Ce dernier l'encourage à rentrer en France pour organiser la résistance dans les milieux syndicaux. Degliame s'engage alors dans les FFL et, rapatrié en France sur le bateau-hôpital Canada, il débarque à Marseille en août 1941.
Degliame s'installe à Antibes où sa femme l'a rejoint. Il décide de prendre contact avec Claude Bourdet,, qui habite Vence, et pour lequel Jacques Lassaigne lui a remis une lettre d'introduction.

### La Résistance
Sa rencontre avec Claude Bourdet est décisive car celui-ci participe déjà à l'organisation de résistance créé par Henri Frenay qui deviendra le mouvement de résistance Combat. Ses premières activités se situent dans les Alpes-Maritimes où Bourdet le charge de la diffusion du journal Vérités (qui deviendra Combat) ainsi que du recrutement, de l’organisation et de la propagande (R.O.P.). En décembre 1941, une première fois, à Antibes, il  échappe à la police française ce qui l’oblige à entrer dans la clandestinité. Tout en poursuivant ses activités de résistance, il exerce un travail de bûcheron qui lui procure une bonne couverture. Avec sa femme, il s’installe dans le petit village d’Ampus (Var) situé au-dessus de Draguignan. Au retour d’une tournée clandestine, il est arrêté à Draguignan par la police de Vichy. Conduit à Ampus pour une perquisition de son domicile, il parvient à s'échapper.
Bourdet le présente à Henri Frenay qui décide de son installation à Lyon. Le mouvement « Combat » a pris de l’ampleur et en juillet 1942, Degliame est chargé de mettre en place l'Action Ouvrière de Combat (AO). Il travaille à l'édition de journaux et de tracts avec André Bollier. Il organise des groupes de sabotage dans les usines travaillant pour les Allemands, puis de groupes de sabotages ferroviaires. En août 1942 il entre au comité directeur de Combat. Il agit en liaison étroite avec d’autres responsables du mouvement comme Jean-Guy Bernard et René Hardy et s’efforce de développer une discipline proche de celle des organisations ouvrières clandestines. Sous sa direction l’Action Ouvrière se développe, d’abord en zone Sud avant de s’étendre à l’ensemble du territoire national. Il crée alors quasiment seul un journal d’information qu’il appelle Action.
En 1943 il est l’un des cadres des  Mouvements unis de Résistance (MUR), nés de la fusion opérée par Jean Moulin entre les trois grands mouvements de Résistance de Zone Sud : Combat, Francs-Tireurs et Libération-Sud. Au sein du Comité directeur de  Combat, Marcel Degliame est responsable, pour les MUR puis le Mouvement de libération nationale (MLN), de la commission nationale de l’Action Immédiate (CNAI) qui comprend l’Action Ouvrière (désormais confiée à Maurice Kriegel-Valrimont), les Groupes-Francs  et la Résistance-Fer que dirige René Hardy.
Membre du Comité directeur du Mouvement de libération nationale, il participe également à la constitution des Forces Françaises de l’Intérieur (F.F.I.). À ce titre, il est chargé de mettre en place les états-majors F.F.I., en liaison étroite avec le Délégué militaire régional envoyé en France par les services gaullistes de Londres, Maurice Bourgès-Maunoury.
Au printemps 1944, il est désigné chef national de l’état-major des Corps-francs de la Libération (C.F.L.) qui regroupent l’Armée secrète (A.S.), Résistance-Fer ainsi que les maquis du M.L.N. Délégué par le Comité d’Action de la Résistance (CAR), il occupe les fonctions d’inspecteur général des F.F.I. en zone Sud.
En mars 1944, après l’arrestation par la Gestapo de Claude Bourdet, membre du Conseil national de la Résistance, c’est Marcel Degliame qui sera désigné pour représenter le Mouvement « Combat » au sein du Conseil national de la Résistance (C.N.R.) mis en place par Jean Moulin.
Depuis Londres, le général Koenig lui confère alors le grade de lieutenant-colonel en raison des multiples et importantes fonctions que Degliame exerce. Sous les pseudonymes de Fouché et parfois de Dormoy, il parcourt le territoire français en tous sens jusqu'au débarquement allié en compagnie de Pascal Copeau, représentant du mouvement Libération.

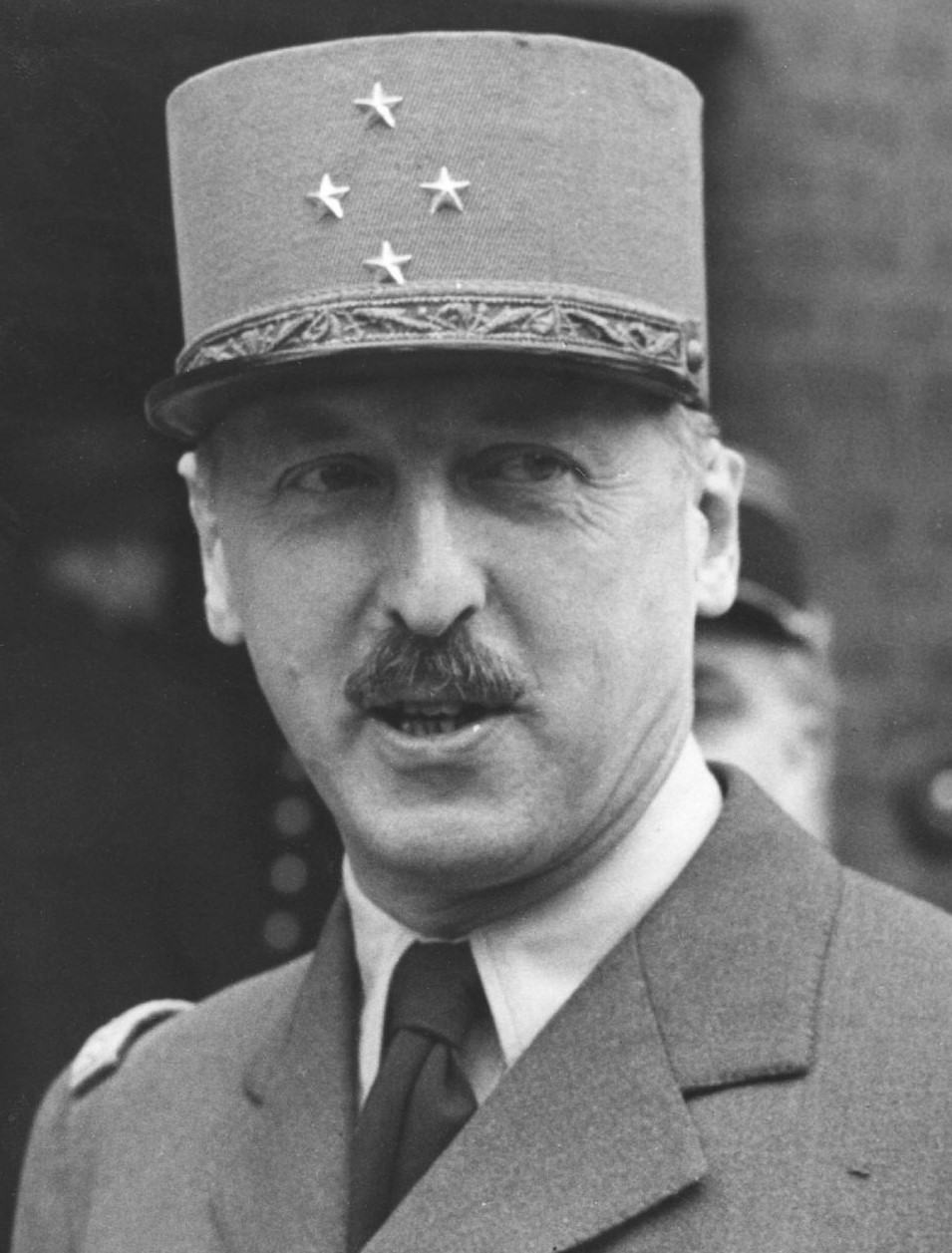
Le général Pierre Koenig

Maurice Bourgès-Maunoury, en tournée d’inspection, lui fait savoir qu’il a été blessé lors d’une attaque. Hospitalisé clandestinement, il demande à Degliame de le remplacer dans ses fonctions, et surtout d’assurer les liaisons radio avec Londres et Alger. Ce qu’il fera sous le pseudonyme de « Addition » et cela jusqu’à la libération du territoire. Il prend également sous ses ordres les opérations militaires qui aboutiront à la libération de Lyon le 3 septembre 1944.

### Après-guerre
Par décret du 18 janvier 1946, le général De Gaulle le fait Compagnon de la Libération. À la Libération, il est désigné, au titre du Conseil national de la Résistance, comme délégué à l’Assemblée consultative provisoire. Nommé secrétaire de la commission de la Défense nationale, il est chargé de mission auprès du général de Lattre de Tassigny pour l’intégration des Forces françaises de l’Intérieur (F.F.I.) à la Première armée que celui-ci commande.
À la dissolution de l’Assemblée consultative provisoire, il est nommé par le général Koenig et l’administrateur général Emile Laffon, gouverneur militaire du district de Constance dans la Zone d’occupation française  en Allemagne, jusqu’en 1948 date à laquelle il démissionne.

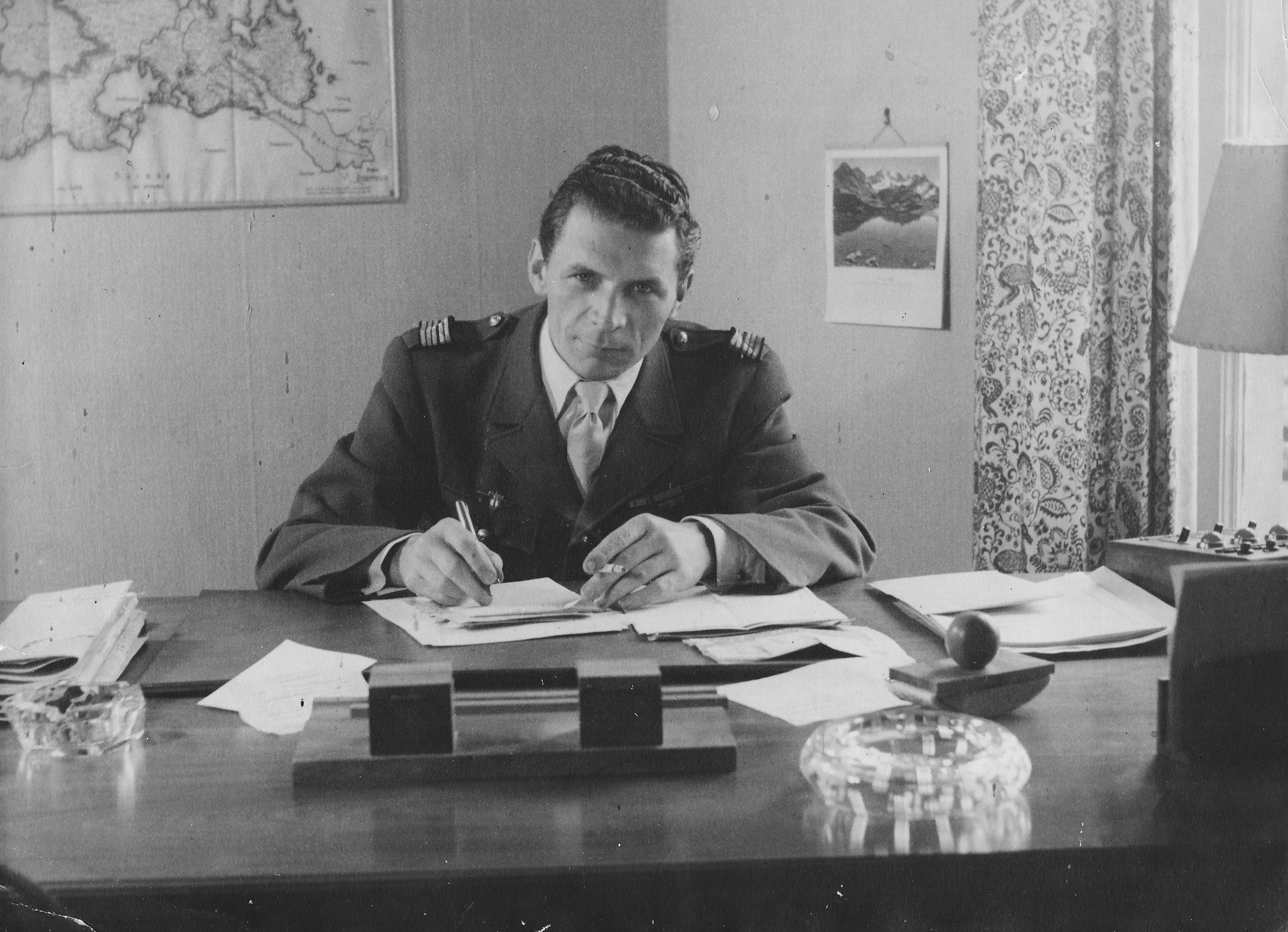
Marcel Degliame, gouverneur militaire du district de Constance (Allemagne), en 1948

En 1948 il est alors détaché des Affaires allemandes et mis à la disposition du Ministère de la France d’Outre-mer, afin d’organiser et de prendre le commandement d’une mission d’études dans les possessions françaises de l’Antarctique que sont les îles Kerguelen, Crozet, Saint-Paul et Amsterdam. Le décret de nomination est signé en octobre 1948, mais la mission, pourtant préparée avec soin, ne verra jamais le jour en raison de son appartenance au Parti communiste.
De début 1949 à juin 1950, il entre comme attaché à la Direction des usines d’aviation de la SNECMA auprès de Jacques Maillet, le Président directeur général, qui est un de ses compagnons de Résistance. D’abord chargé de créer une section de vente à l’exportation de tracteurs, la Direction le nomme gérant d’une filiale, société d’économie mixte, la SEFIALE (Société d’Equipement Français Industriel et Agricole pour L’Etranger). Il se rendra en Inde où il obtiendra du Gouvernement des Provinces Unies un premier contrat de défrichage de 200 000 hectares. Cette affaire sera finalement abandonnée pour des raisons de politique intérieure.
À cet échec professionnel vient s’ajouter la fin d’illusions qui avaient été l’essentiel de sa vie : ses convictions politiques. Sa foi dans le communisme avait été fortement ébranlée par la terreur que Staline faisait régner en U.R.S.S. et dans les pays satellites. Les purges de 1936 à 1938 et les grands procès qui suivirent, en 1951 et 1952 les procès d’Europe centrale, l’assassinat de Rudolf Slanskiy et de Vladimir Clementis, le poussent, en 1952, à quitter sans bruit le Parti communiste.
Par ailleurs, il a de nombreux amis dans les milieux intellectuels de gauche. Jacques Prévert est de ceux-là. Il l’avait connu avant la guerre, du temps du groupe Octobre qui soutenait le Front populaire. Il s’étaient retrouvés pendant l’Occupation et une solide amitié les unissait. C’est Prévert qui lui présente Jean-Marie Serreau. Celui-ci vient de monter le Théâtre de Babylone avec une troupe de jeunes comédiens bénévoles. Pour compléter leur équipe, ils cherchent un administrateur et le trouve en la personne de Marcel Degliame qui devient co-directeur. Le « Babylone » sera l’un des lieux privilégiés de la création théâtrale en France. On lui doit la découverte de Samuel Beckett avec la création de En Attendant Godot, et la majeure partie de l’œuvre d’Eugène Ionesco, d’Arthur Adamov, de Berthold Brecht ainsi que de l’Irlandais Brendon Behan. Malheureusement, après trois années de réussite artistique et culturelle, par faute de moyens financiers, le théâtre de Babylone doit fermer ses portes et sera démantelé.
En 1956, Marcel Degliame pense avoir trouvé sa voie en passant du théâtre au cinéma. Au mois d’avril, il crée une société de production « Les Films d’Aujourd’hui ». Parmi les dix-sept courts-métrages primés par le Centre national du Cinéma il produira le premier film sur l’accouchement sans douleur tourné en 1956 à "l'hôpital des Métallos", l'Hôpital Pierre Rouques, avec la participation des médecins obstétriciens d’avant-garde que sont les docteurs Fernand Lamaze et Pierre Vellay. Ce film, Tu enfanteras sans douleur, réalisé par Henri Fabiani et Louis Dalmas, est d'abord interdit aux moins de dix-huit ans par la censure. Il obtient en 1957 le grand prix d’honneur du court-métrage à la biennale de Venise et sera vendu dans le monde entier.
En 1957, il organise, avec la participation de son ami Boris Vian et l’appui de la société Pathé pour la distribution, une coproduction pour le tournage du film du réalisateur Pierre Kast, Le Bel Age. Ce  sera le premier film de ce qui deviendra « la Nouvelle Vague ».
Marcel Degliame assure encore la production d’un film tourné en Corée du Nord, en 1958, par le réalisateur Jean-Claude Bonnardot : Moranbong, une aventure coréenne (la Colline de la Fleur). Il s’agît de l’adaptation moderne (écrite par Armand Gatti) d’un opéra classique coréen. Ce film relate l’histoire de l’opéra de Pyong-Yang détruit par les bombardiers américains et reconstruit par la population à quatre-vingt mètres sous terre, sous la colline de la Fleur. Malheureusement, après que le film a reçu un avis favorable du Ministre de la Culture du général De Gaulle, André Malraux, la commission de censure réunie sous l’égide d’Yves Guéna, représentant les Affaires étrangères, interdit la projection et la vente du film en France et à l’étranger. Cette mésaventure sonne le glas de la société de production « Les Films d’Aujourd’hui ».
Il entame alors une pénible traversée du désert. Il tient un temps le bar du restaurant « Les Petits Pavés » qu’a ouvert une de ses amies, Georges Bernstein Gruber (1916-2005), fille unique de l’auteur de théâtre Henri Bernstein et femme du peintre Francis Gruber. Il en est la « locomotive ». Après la fermeture il sera recruté par Jean Castel pour tenir le bar au sous-sol de sa boîte de nuit rue Princesse à Paris.
Grâce à un ami ancien résistant comme lui, il entre à l'ORTF et y travaille au service des coproductions. Il y suit notamment la réalisation du film Le Chagrin et la Pitié, dans lequel il témoigne, même si la télévision française refuse en définitive d'acheter les droits du film. Il se marie une troisième fois le 9 septembre 1972, au milieu des vignobles bourguignons, à Pernand-Vergelesses, avec Janine Manuel. À partir de la fin des années 1960, il rédige en collaboration avec  Henri Noguères et, pour les deux premiers volumes, Jean-Louis Vigier, une Histoire de la Résistance en France de 1940 à 1945 qui fait référence, plusieurs décennies après les faits, mais alors que les principaux intervenants sont encore vivants,,.
Il prend sa retraite dans une maison de campagne située à Sennevières, accompagnée de sa femme Janine. Il y partage son temps entre l'écriture et des travaux de menuiserie et de jardinage. Marcel Degliame décède en septembre 1989 à son domicile de Sennevières.

## Publications
- Histoire de la Résistance en France de 1940 à 1945 I, La première année, juin 1940 -juin 1941, en collaboration avec Henri Noguères et Jean-Louis Vigier, Paris, Éditions Robert Laffont, 1967[12].
- Histoire de la Résistance en France de 1940 à 1945 II, L'armée de l'ombre, juillet 1941-octobre 1942, en collaboration avec Henri Noguères et Jean-Louis Vigier, Paris, Éditions Robert Laffont, 1969.
- Histoire de la Résistance en France de 1940 à 1945 III, Et du Nord au Midi : novembre 1942 - septembre 1943, en collaboration avec Henri Noguères, Paris, Éditions Robert Laffont, 1972[15].
- Histoire de la Résistance en France de 1940 à 1945 IV, Formez vos bataillons ! : octobre 1943 - mai 1944, en collaboration avec Henri Noguères, Paris, Éditions Robert Laffont, 1976[13].
- Histoire de la Résistance en France V, Au grand soleil de la Libération : 1er juin 1944 -15 mai 1945, en collaboration avec Henri Noguères, Paris, Éditions Robert Laffont, 1981[14].

## Distinctions
- Officier de la Légion d'honneur
- Compagnon de la Libération par décret du 18 janvier 1946[2]
- Commandeur de l'ordre national du Mérite
- Croix de guerre 1939–1945, palme de bronze
- Médaille des évadés
- Croix du combattant volontaire de la Résistance

Son portrait est exposé avec ceux des cinq autres compagnons de la Libération liés aux Ardennes, sur le mur de l'esplanade Roger Mas, à Charleville-Mézières, en France, du  31 août au 7 novembre 2024, à l'occasion de l'exposition de 110 photographies de compagnons de la Libération réalisés par le studio Harcourt.

### Articles de journaux
- rédaction Le Monde, « La mort de Marcel Degliame, compagnon de la Libération », Le Monde,‎ 10 septembre 1989 (lire en ligne).
- Claude Bourdet, « Marcel Degliame, la Résistance et l'amitié », Le Monde,‎ 21 septembre 1989 (lire en ligne).
- Éric Roussel, « Un entretien avec Henri Noguères. Visages et contradictions de la Résistance », Le Monde,‎ 29 janvier 1982 (lire en ligne).
- Jean-Marc Théolleyre, « Le difficile enfantement de l'unité », Le Monde,‎ 16 avril 1976 (lire en ligne).
- Paul Gillet, « L'année politique de la Résistance », Le Monde,‎ 1er février 1973 (lire en ligne).
- M. M., « France Culture. Témoignage : le Retour d'Ulysse », Le Monde,‎ 5 janvier 1968 (lire en ligne).
- Alain Duhamel, « L'"HISTOIRE DE LA RÉSISTANCE EN FRANCE " de H. Noguères, J.-L Vigier et M. Degliame-Fouché », Le Monde,‎ 1er novembre 1967 (lire en ligne).